# پیرپائولو کریستوفوری

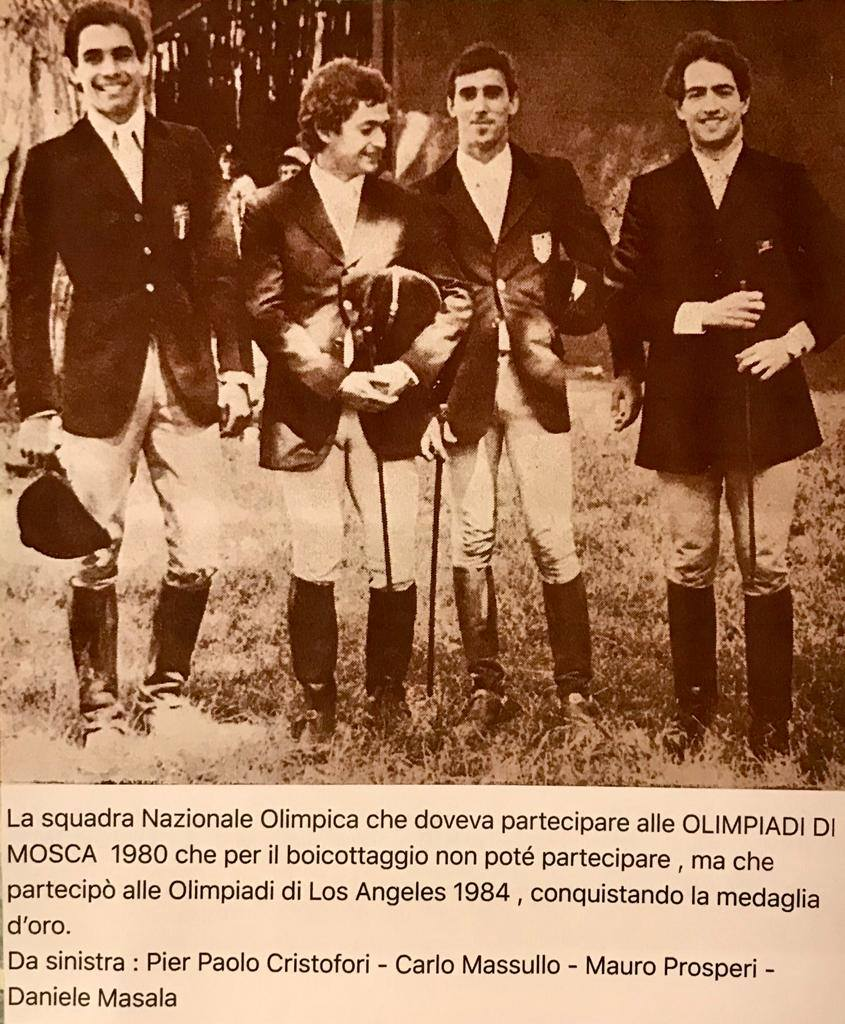
پیرپائولو کریستوفوری چپ به راست نفر اول

پیرپائولو کریستوفوری (ایتالیایی: Pierpaolo Cristofori؛ زادهٔ ۴ ژانویهٔ ۱۹۵۶) ورزشکار پنج‌گانه مدرن اهل ایتالیا است.
او در مسابقات کشوری و بین‌المللی در مجموع برندهٔ ۱ مدال طلا شده‌است.